# Castilleja cryptantha
Castilleja cryptantha är en snyltrotsväxtart som beskrevs av Francis Whittier Pennell och G. N.Jones. Castilleja cryptantha ingår i släktet målarborstar, och familjen snyltrotsväxter. Inga underarter finns listade i Catalogue of Life.